# 펠리니의 청춘군상
펠리니의 청춘군상(Luci Del Varieta, Lights Of Variety)은 이탈리아에서 제작된 알베르토 라투아다 감독의 1950년 드라마 영화이다. 펩피노 드 필립포 등이 주연으로 출연하였고 알베르토 라투아다 등이 제작에 참여하였다.

## 출연

### 주연
- 펩피노 드 필립포
- 칼라 델 포지오

### 조연
- 줄리에타 마시나
- 존 키즈밀러
- 단테 마기오
- 지울리오 칼리
- 실비오 바골리니
- 지아코모 퓨리어
- 레나토 말라바시
- 카를로 로마노
- 프란카 발레리
- 비토리오 카프리올리

## 제작진
- 협력프로듀서: 페데리코 펠리니
- 미술: 알도 부지
- 의상: 알도 부지